# Hélder (voleibolista)
Hélder Zech Coelho (Belo Horizonte, 11 de junho de 1959) é um ex-voleibolista brasileiro , levantador que pela seleção brasileira foi medalhista em duas edições dos Jogos Pan-Americanos, obtendo a prata no Pan de San Juan 1979 e o bronze no Pan de Indianápolis 1987, bem como no bicampeonato sul-americano de 1981 e 1987. Esteve na equipe que conquistou a primeira medalha em edições da Copa do Mundo, trazendo o bronze em 1981.

## Carreira
Hélder não fugiu a tradição voleibolística de sua família, filho de Paulo de Souza Coelho, ex-voleibolista do Minas Tênis Clube e de Yara Ilze Zech Coelho, não podendo esquecer dos irmãos que também foram ex-voleibolistas: Sérgio Bruno, Luiz Eymard, Carlos Rogério e de Eduardo. É tio do levantador Luizinho e do central Henrique Randow.
Defendeu o Galo na conquista do primeiro título mineiro deste clube em 1980 diante do arquirrival Minas. Atuando pela seleção principal foi ouro no Campeonato Sul-Americano realizado no Chile em 1981.Também serviu a seleção brasileira na conquista da medalha de bronze na Copa do Mundo de 1981, representando a primeira medalha do Brasil em edições nesta competição.
Hélder continuou no Galo e disputou novamente o título mineiro de 1981, quando também integrava a equipe seus irmãos: Luiz Eymard e Carlos Rogério, além de atletas de nível de seleção brasileira como: Pelé, Fernandão, Badalhoca, Aloísio, Cacau, Zé Roberto Guimarães, então nesse estadual obtém o ouro diante do Minas, fato que se repetiu nas conquistas do Campeonato Mineiro de 1982 e 1983, sendo o tetracampeonato. Além destes títulos ajudou o Atlético no bicampeonato Metropolitano.
Retornando ao Minas em 1984, após este clube ter obtido o patrocínio da Fiat .Hélder conquistou o tricampeonato do Campeonato Brasileiro de Clubes de Voleibol Masculino, nas edições de 1984 a 1986 diante da Atlântica/Boa Vista/Bradesco, na partida final após estarem perdendo para esta equipe por 2 a 0, a equipe mineira já se dava como derrotada , foi quando Hélder observou um homem trazer a taça do título e colocá-la sob a mesa e usou isso como incentivo para a equipe que reagiu e sagrando-se campeões de virada, dirigidos pelo técnico Sohn, a conquista dos três títulos mudaram a história no vôlei nacional, logo surgiria a Liga Nacional.
Disputou o Campeonato Sul-Americano de 1987 realizado no Uruguai e conquistando mais uma vez o ouro e qualificação para a Olimpíada de Seul.Mesmo qualificado o Brasil disputou o Torneio Pré-Olímpico Mundial por ser país sede,evento realizado em Brasília, no qual ficou com a terceira colocação.
Nome certo para integrar a seleção brasileira na Olimpíada de Seul 1988, cujo técnico era o mesmo de seu clube o sul-coreano Sohn, boicotado por atletas da geração de prata, assumindo em seu lugar o técnico Bebeto de Freitas e Helder não foi selecionado .
Formou-se em Administração de Empresas, pela Universidade FUMEC, após deixar a carreira de voleibolista, Hélder largou as quadras e não fazia ideia que seguiria o ramo da comunicação, que ocorreu quando fez sociedade com seu irmão, proprietário da Panda Promoções e Eventos, inicialmente focava no marketing esportivo, o deixando envolvido com o desportos, sua grande paixão, promovendo torneios de vôlei, colônias de férias e competições esportivas colegiais. Ele atua como diretor de operação da Panda, que está há trinta anos em atividade e em crescimento. Em 3 de agosto de 1990 casou com mineira Carla Maria, com quem teve os filhos: Carolina, nascida em 15 dezembro de 1990, e João Paulo, nascido em 11 março de 1997. Teve mais dois filhos posteriormente. Dedica-se atualmente à empresa e à família..

## Clubes
| Clube            | País   | De   | Até   |
| Minas            | Brasil | ?    | ?     |
| Atlético Mineiro | Brasil | 1980 | 1983  |
| Fiat/Minas       | Brasil | 1984 | 1986? |

## Títulos e Resultados
- 1980- Campeão do Campeonato Mineiro [6]
- 1981- Campeão do Campeonato Mineiro [4]
- 1982- Campeão do Campeonato Mineiro [4]
- 1983- Campeão do Campeonato Mineiro [4]
- 1984- Campeão do Campeonato Brasileiro de Clubes [8]
- 1985- Campeão do Campeonato Brasileiro de Clubes [8]
- 1986- Campeão do Campeonato Brasileiro de Clubes [8]
- 1987- 3º Lugar do Pré-Olímpico Mundial (Brasília,  Brasil)[1][9]